# 大山崎町立第二大山崎小学校
大山崎町立第二大山崎小学校（おおやまざきちょうりつ だいにおおやまざきしょうがっこう）は、京都府乙訓郡大山崎町円明寺西法寺26番地にある公立小学校。

## 概要
1973年（昭和48年）、長らく町域唯一の小学校であった大山崎町立大山崎小学校より分離開校した。校地は、大山崎町北西部の丘陵地帯のふもとに位置する。めざす児童像として「にんたい強く、健康で元気な子・やさしさと、豊かな心をもつ子 ・まじめに学び、考え、表現する子 」を掲げている。

### 沿革
- 1973年（昭和48年） - 大山崎町立大山崎小学校より分離開校
- 2023年（令和5年） - 開校50周年を迎える。

## 校区
- 大字円明寺のうち、小字葛原、若宮前、山田、殿山、脇山、鳥居前、西法寺、小倉口、北浦、横林、薬師前65番地の2から13及び65番地の21から22、仏生田の22番地の7及び8、里ノ後26番地の1、26番地の6、27番地の1、28番地の1の各地域[1]。

卒業生は基本的に大山崎町立大山崎中学校へ進学する。

## 校区が隣接している学校
- 大山崎町立大山崎小学校
- 長岡京市立長岡第四小学校
- 長岡京市立長岡第五小学校